# Charlie Brown (Musiker)
Charlie Brown (* nahe Putnam, Texas) ist ein US-amerikanischer Rockabilly-Musiker.

## Leben
Charlie Brown wurde nahe Putnam in Texas auf einer Farm geboren. Als Kind wollte Brown immer Gitarre spielen lernen, kam aber nie dazu. Er heiratete mit 18 Jahren und arbeitete danach als Farmer.
1954 gründete Brown sein eigenes Label Rose Records in Cisco in der Nähe von Dallas. Bei diesem Label veröffentlichte er Anfang des Jahres seine erste Single Mean Mean Mama, die ein Jahr zuvor aufgenommen wurde. Im November folgte Have You Heard the Gossip / Don’t Put the Blame on Me, die zu den ersten Rockabilly-Platten gehörten. Auf seiner ersten Single wurde er von den Lazy V-Hands begleitet; später wurde Brown von den Cisco Kids unterstützt. Auf Auftritten wie auch bei Aufnahmen waren es zumeist Betty Bishop (Bass), Bill Simmons (Gitarre), Bill Peck (Schlagzeug), Jimmy Rawlins (Gitarre) und Roy Thackerson (E-Gitarre).
Neben seinen Singles spielte Brown auch einige nicht veröffentlichte Songs wie das Instrumentalstück Pickin‘ oder seine Version des Milkcow Blues Boogie ein. Terry Gordons Diskographie-Projekt Rockin' Country Style sprach Brown auch eine Version von Be-Boppin’ Daddy zu, die tatsächlich aber von Mack Banks eingespielt wurde, wie es auch auf der zugehörigen White-Label-LP vermerkt ist.
Brown schaffte es nicht, in der Musikszene Fuß zu fassen und kehrte zu seinem Hauptberuf zurück. Später wurde Brown ein erfolgreicher Farmer mit Ländereien in Texas, New Mexico und Oklahoma. Mit 40 Jahren kaufte er sich eine Gitarre und lernte schließlich, sie zu spielen.

## Diskografie
| Jahr                    | Titel | Plattenfirma |
| ----------------------- | --- | ------------ |
| 1955                    | Mean Mean Mama / My Hungry Heart | Rose R-101   |
| 1955                    | Have You Heard The Gossip / Don’t Put The Blame On Me                                                                                       | Rose RO-102  |
| Unveröffentlichte Titel | |              |
|                         | - Boogie Woogie Mama - Don’t Put The Blame On Me (alt. Version) - Have You Heard The Gossip (alt. Version) - Milkcow Blues Boogie - Pickin’ |              |